# Pepeljevac (gmina Lajkovac)
Pepeljevac (cyr. Пепељевац) – wieś w Serbii, w okręgu kolubarskim, w gminie Lajkovac. W 2011 roku liczyła 666 mieszkańców.